# Wavel Ramkalawan
Wavel Ramkalawan (ur. 15 marca 1961) – seszelski polityk, deputowany do Zgromadzenia Narodowego od 1993, przewodniczący Narodowej Partii Seszeli i lider opozycji od 1998. Zwycięzca wyborów prezydenckich z października 2020 roku.

## Życiorys
Urodził się w 1961 na wyspie Mahé. Edukację rozpoczął w elitarnej szkole The Seychelles College. Kontynuował ją następnie w St Paul's Theological College na Mauritiusie oraz na University of Birmingham w Wielkiej Brytanii, gdzie ukończył teologię. W 1985 został wyświęcony na pastora. Po powrocie na Seszele rozpoczął pracę duszpasterską.
W 1990 zaczął angażować się w życie polityczne kraju, w którym obowiązywał wówczas system jednopartyjny, a władzę sprawował Ludowy Front Postępowy Seszeli (Seychelles People's Progressive Front, SPPF) na czele z prezydentem France-Albertem René. W trakcie swych przemówień i kazań głosił potrzebę większej wolności politycznej i przestrzegania praw człowieka. W 1991, razem z innymi działaczami, założył dysydencką partię Parti Seselwa, zostając jej liderem. Pod wpływem tworzących się i rosnących w siłę grup opozycyjnych, władze zadecydowały o wprowadzeniu w kraju systemu wielopartyjnego, czego efektem były pierwsze wielopartyjne wybory parlamentarne w 1993. Parti Seselwa przystąpiła do nich w koalicji o nazwie Zjednoczona Opozycja (United Oposition), razem z dwiema innymi partiami opozycyjnymi. Zjednoczona Opozycja uzyskała 9% głosów i jeden mandat w Zgromadzeniu Narodowym, który obsadził Wavel Ramkalawan. 
W kolejnych wyborach w 1998 koalicja uzyskała już 27% głosów, a sam Ramkalawan utrzymał mandat deputowanego, obejmując funkcję lidera opozycji w parlamencie. W tym samym roku stanął na czele Narodowej Partii Seszeli (Seychelles National Party, SNP), która powstała na gruncie Zjednoczonej Opozycji. W wyborach parlamentarnych w 2002 oraz w 2007 odnawiał mandat deputowanego, reprezentując niezmiennie od 1998 dystrykt St Louis.
W 1998 wziął po raz pierwszy udział w wyborach prezydenckich, w których zajął drugie miejsce z wynikiem 19,53% głosów, przegrywając z urzędującym prezydentem René. W wyborach w 2001 ponownie przegrał z René, uzyskawszy już jednak 44,95% głosów poparcia. W 2006 wziął po raz trzeci udział w wyborach, w których przegrał z następcą René, prezydentem Jamesem Michelem. Zdobył wówczas 45,71%. W wyborach prezydenckich zaplanowanych na 19-21 maja 2011 jego rywalem był ponownie James Michel.
W wyborach prezydenckich 25 października 2020 roku Ramkalawan pokonał urzędującego prezydenta Danny’ego Faure’a. Według komisji wyborczej uzyskał on 54,9% głosów oddanych.